# Sør-Gjæslingan
Sør-Gjæslingan est une petite île et ancien village de pêcheurs de la commune de Nærøysund , en mer de Norvège dans le comté de Trøndelag en Norvège.

## Description
Gjæslingan est un archipel du côté nord de la mer de Folda, faisant partie de l'archipel de Vikna, à 25 km au sud-ouest de Rørvik . Il se compose d'îles et d'îlots peu élevés et dénudés qui sont pour la plupart inhabités, divisé en Nord-Gjæslingan et Sør-Gjæslingan.
L'archipel fut un grand centre norvégien de pêche jusqu'à la seconde guerre mondiale. Les habitations de pêcheurs sont désormais protégées et furent restaurées pour être propriété  publique. Les 22 maisons sont la propriété du Norveg (en) (Norveg Coastal Culture and Industry Center ) et sont désormais vouées au tourisme d'été comme station balnéaire.
Une stèle commémorative fut érigée en mémoire des pêcheurs qui sont morts dans les tempêtes (210 pêcheurs en 1625 et 31 en 1906).
Le phare de Gjæslingan, de 1875-77, se dresse sur l'îlot de Haraldsøykråka.

## Galerie

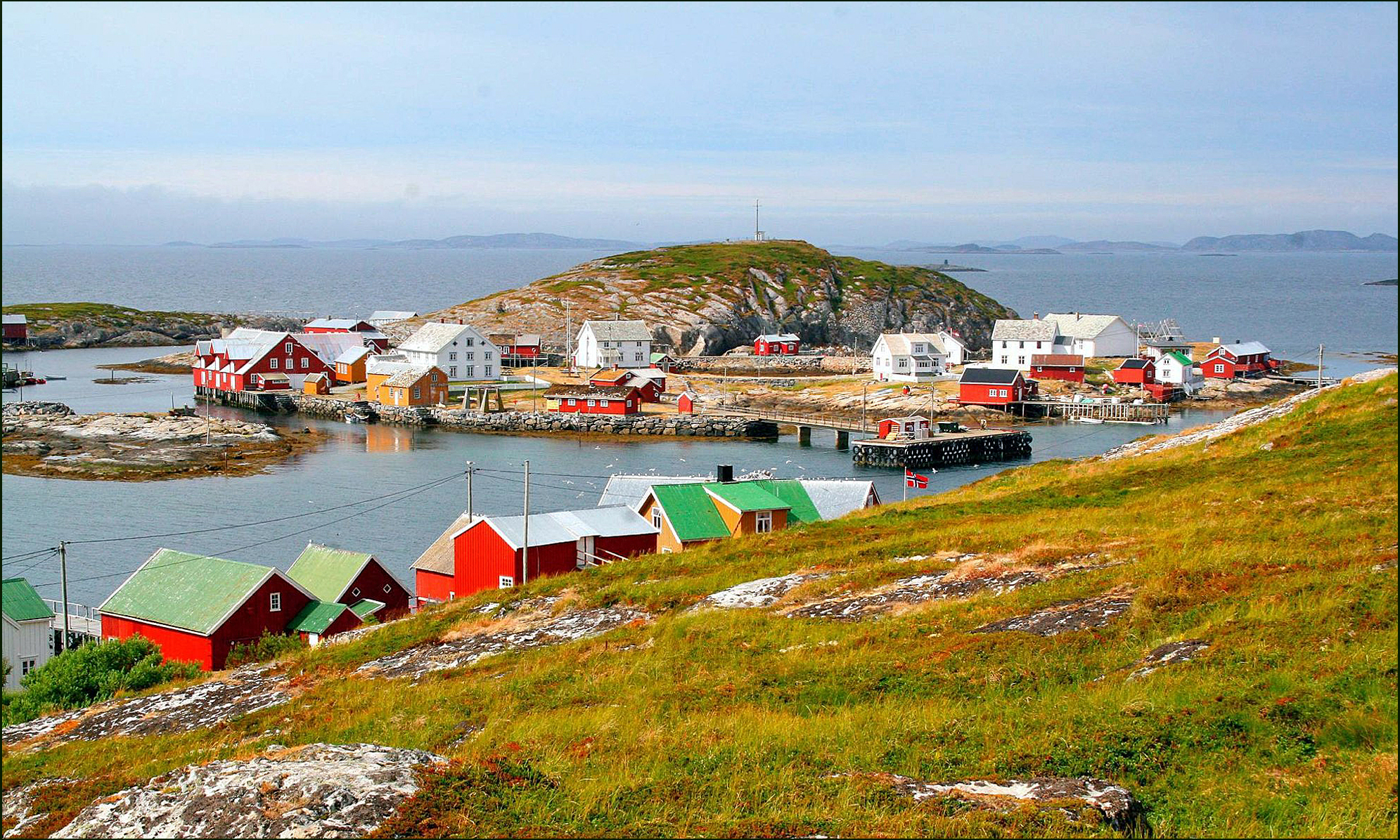
Sør-Gjæslingan
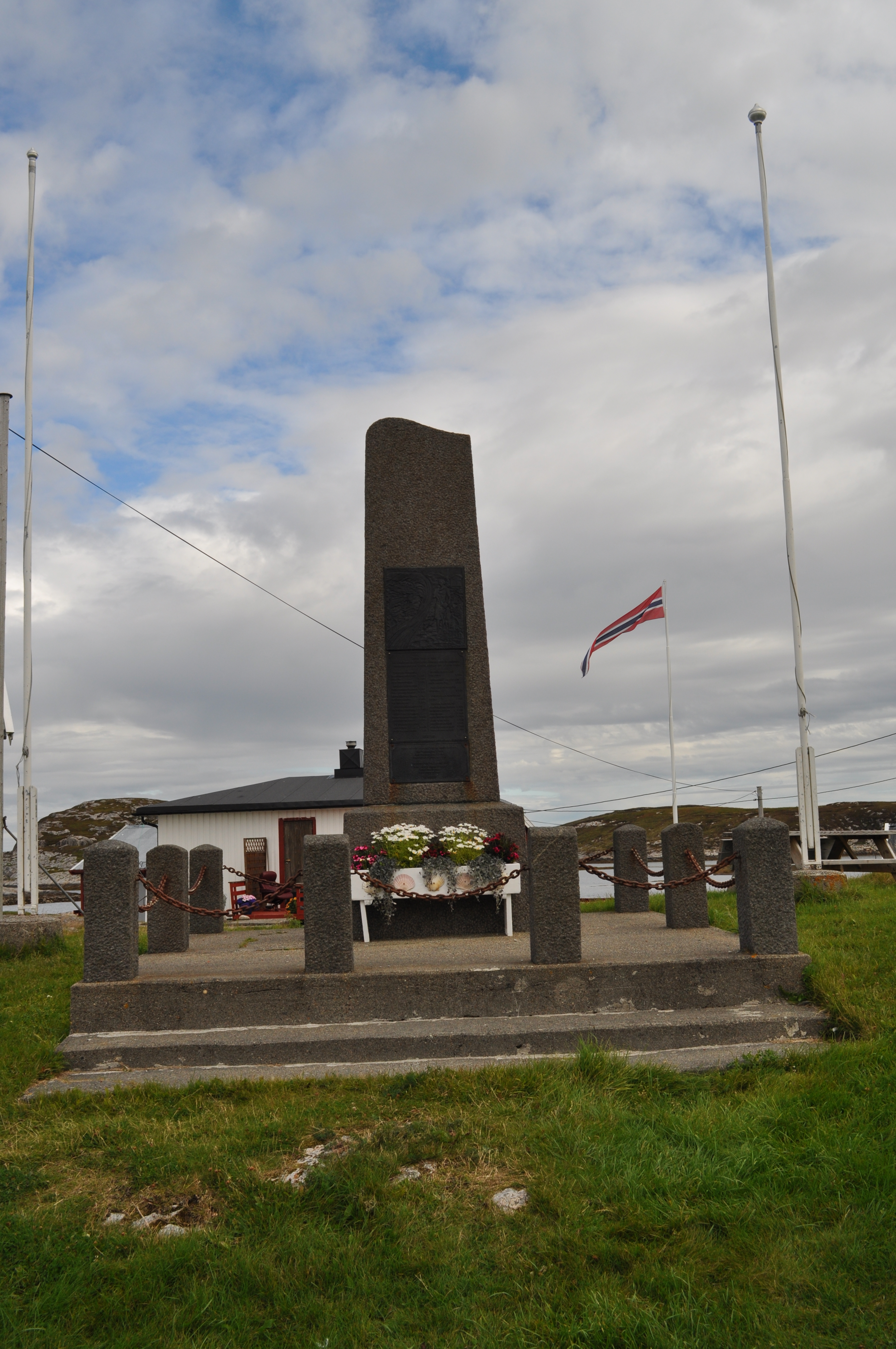
Mémorial des pêcheurs à Sør-Gjæslingan
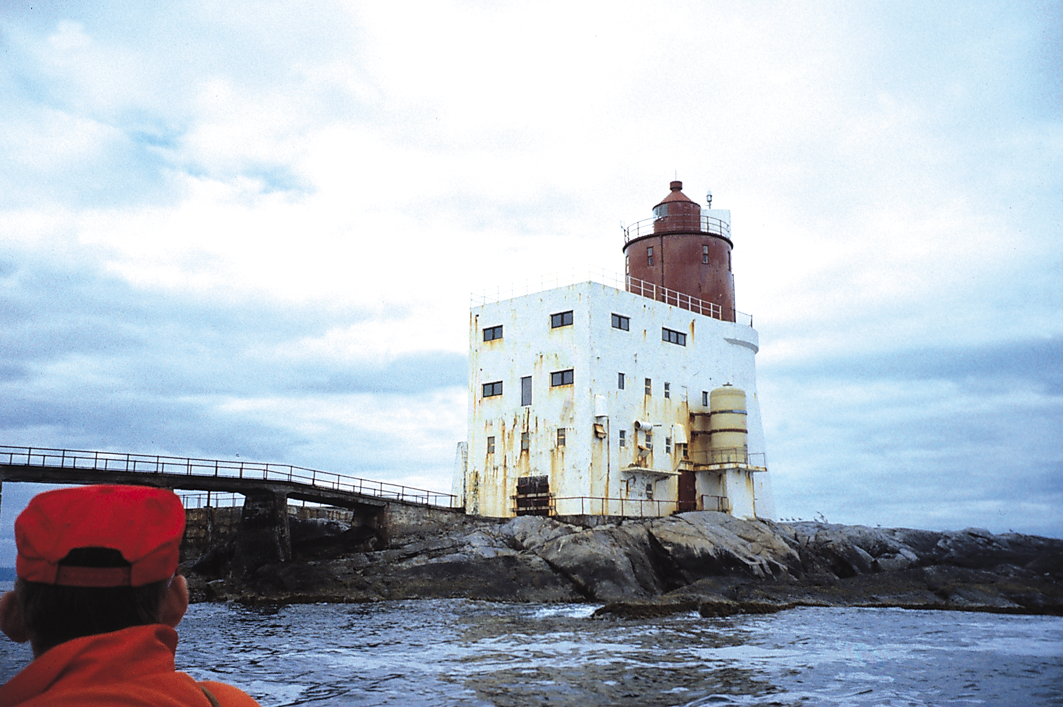
Phare de Gjæslingan